# Santana de Parnaíba
Santana de Parnaíba est une ville de l'État de São Paulo au Brésil fondée en 1625. La deuxième partie du nom est constituée d'un mot indien. Datant de plus de 150 ans, la plus vieille boulangerie de São Paulo et de son arrondissement se situe justement à Santana de Parnaíba. Le riche lieu-dit de Alphaville est établi sur une partie de Barueri et de Santana de Parnaíba.

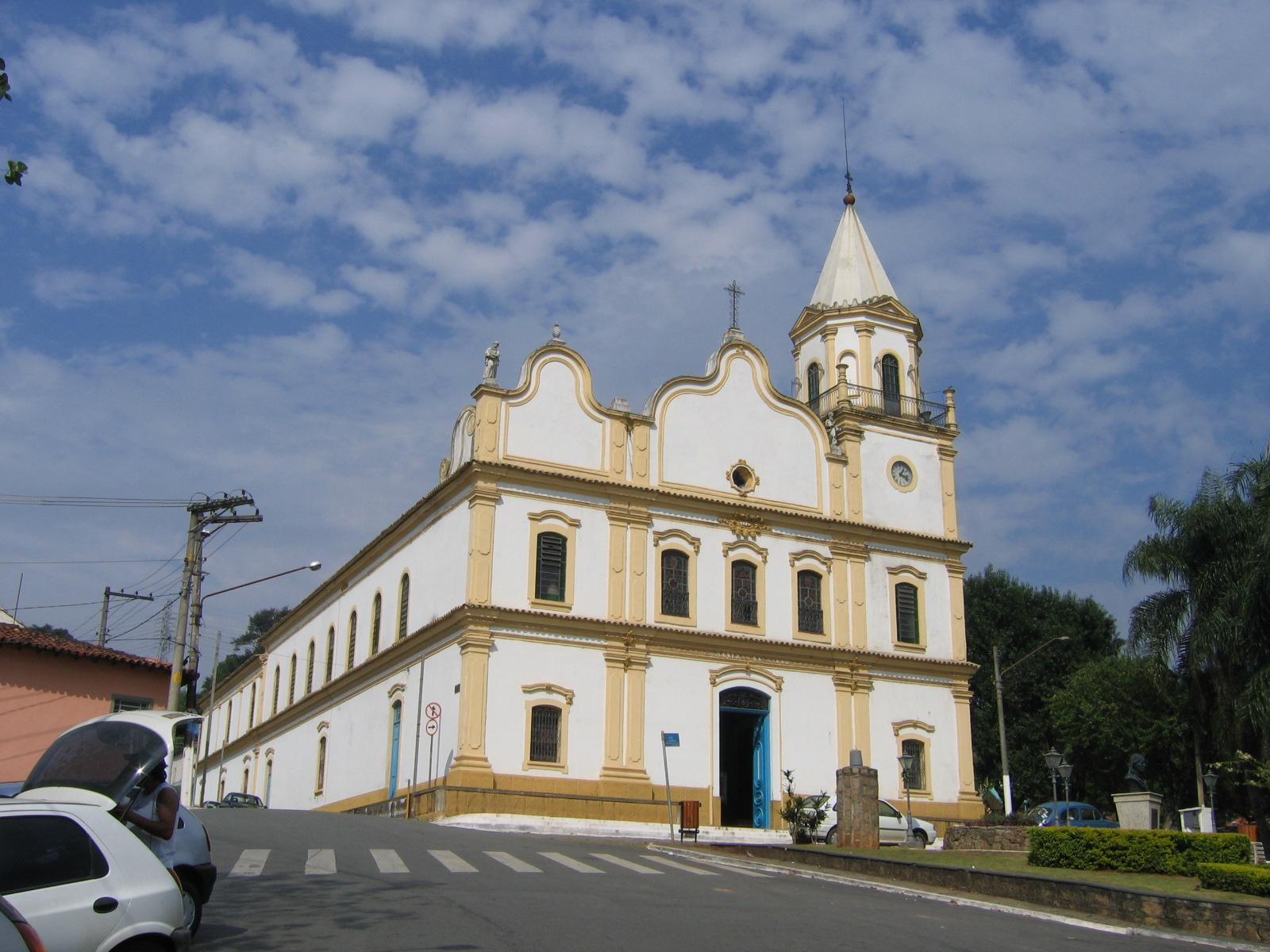
L'église Matriz de Santana de Parnaíba.

## Démographie
| Évolution de la population (municipalité) | Évolution de la population (municipalité) | Évolution de la population (municipalité) | Évolution de la population (municipalité) |
| Année                                     | Population                                |                                           | %±                                        |
| ----------------------------------------- | ----------------------------------------- | ----------------------------------------- | ----------------------------------------- |
| 1920                                      | 7 981                                     |                                           |                                           |
| 1940                                      | 11 968                                    |                                           | 50,0%                                     |
| 1950                                      | 10 411                                    |                                           | −13,0%                                    |
| 1960                                      | 5 244                                     |                                           | −49,6%                                    |
| 1970                                      | 5 390                                     |                                           | 2,8%                                      |
| 1980                                      | 10 098                                    |                                           | 87,3%                                     |
| 1991                                      | 37 762                                    |                                           | 274,0%                                    |
| 2000                                      | 74 828                                    |                                           | 98,2%                                     |
| 2010                                      | 108 813                                   |                                           | 45,4%                                     |
| 2022                                      | 154 105                                   |                                           | 41,6%                                     |
| ,                                         |                                           |                                           |                                           |

## Maires

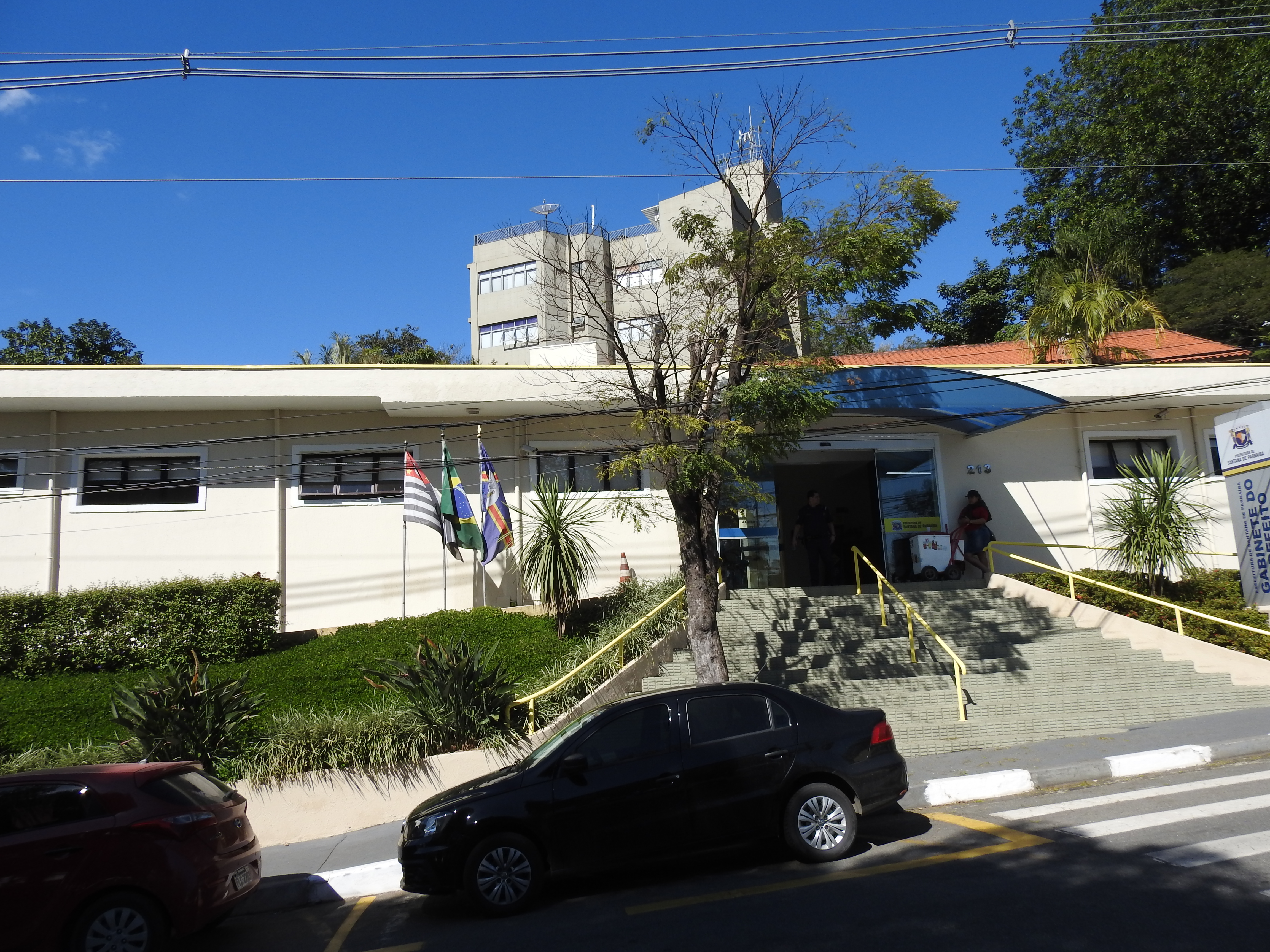
Mairie de la commune (Sede da prefeitura do município).

| Période | Période | Identité                           | Étiquette | Qualité |
| ------- | ------- | ---------------------------------- | --------- | ------- |
| 2009    | 2012    | Sílvio Roberto Cavalcanti Peccioli | DEM       |         |

## Suzana Dias
Son époux, Manuel Fernandes Ramos, participe à une expédition menée en 1561 par Mem de Sá pour explorer l'arrière-pays - vers Rio Tietê ci-dessous - à la recherche d'or et de métaux précieux. Susana (ou suzana) Dias, mamelouk, née vers 1553, fille d'une indienne et d'un père portugais, était la petite-fille du chef Tibiriçá et eut plusieurs enfants, elle est considérée, avec son fils, le capitaine André Fernandes, comme cofondatrice en 1580 de la ville de Santana de Parnaíba.

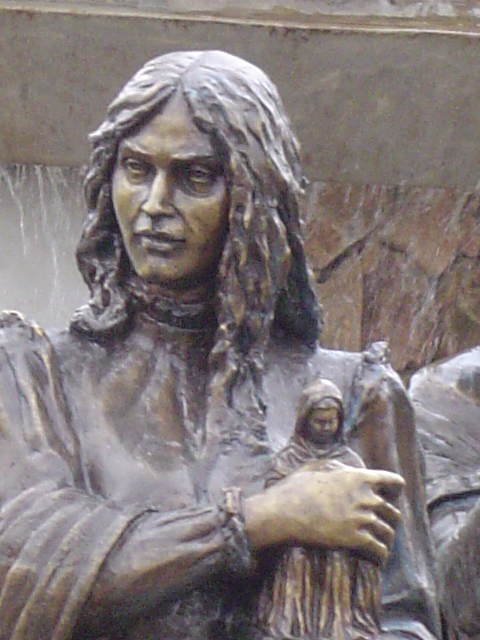
Statue De Suzana Dias Em Santana.

Un de ses fils, Domingos Fernandes, fonde la ville d'Itu en 1610. Un autre fils, également bandeirante, Baltasar Fernandes, fonde la ville de Sorocaba en 1654.

## Galerie

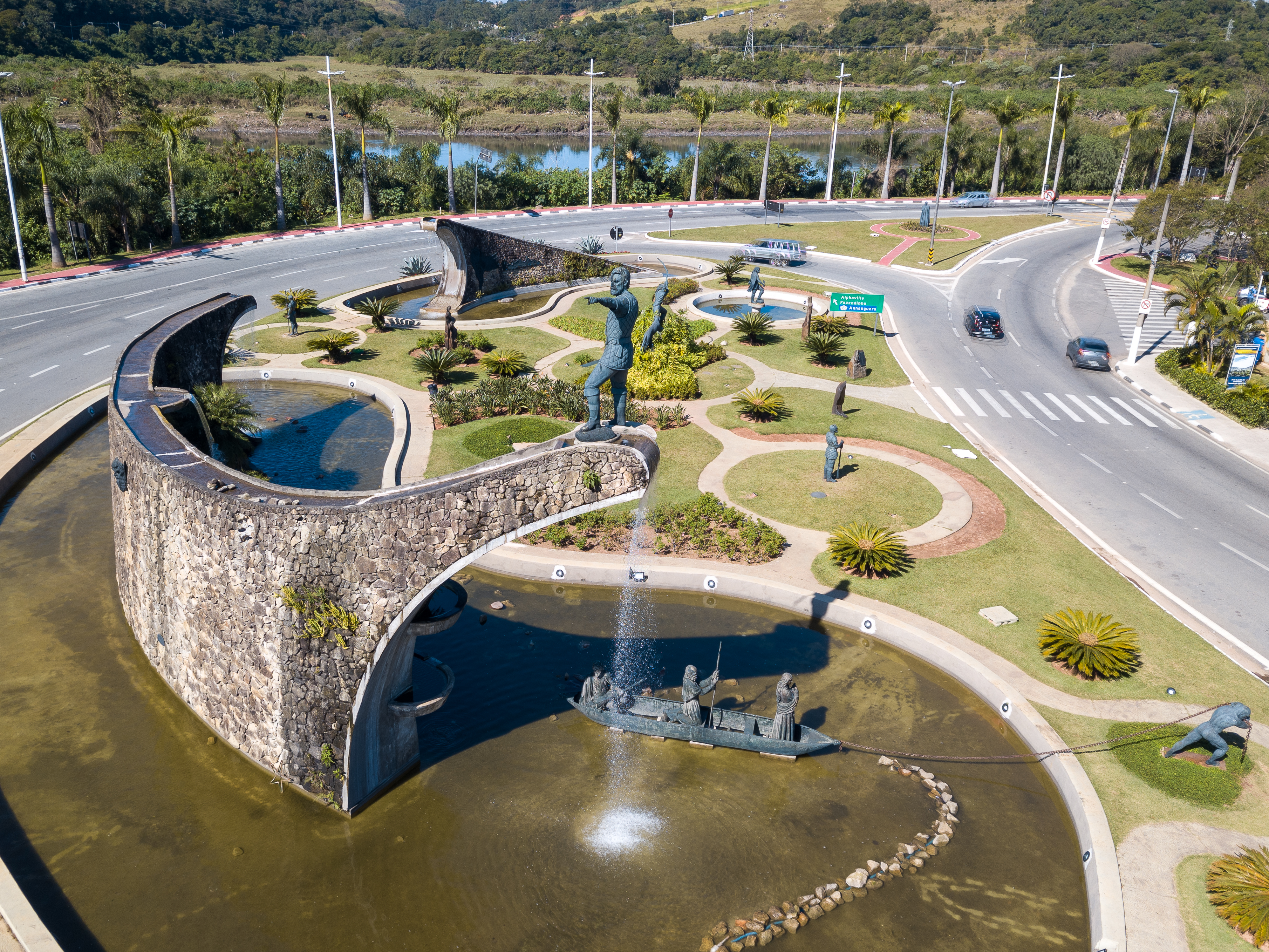
Vue aérienne du Monument aux Bandeirantes
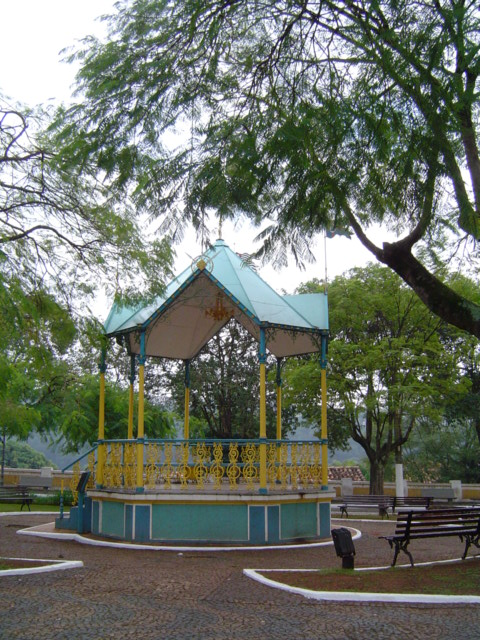
Kiosque à musique de la place cuadrado de la matriz (du carré de la matrice ou carré matriciel)
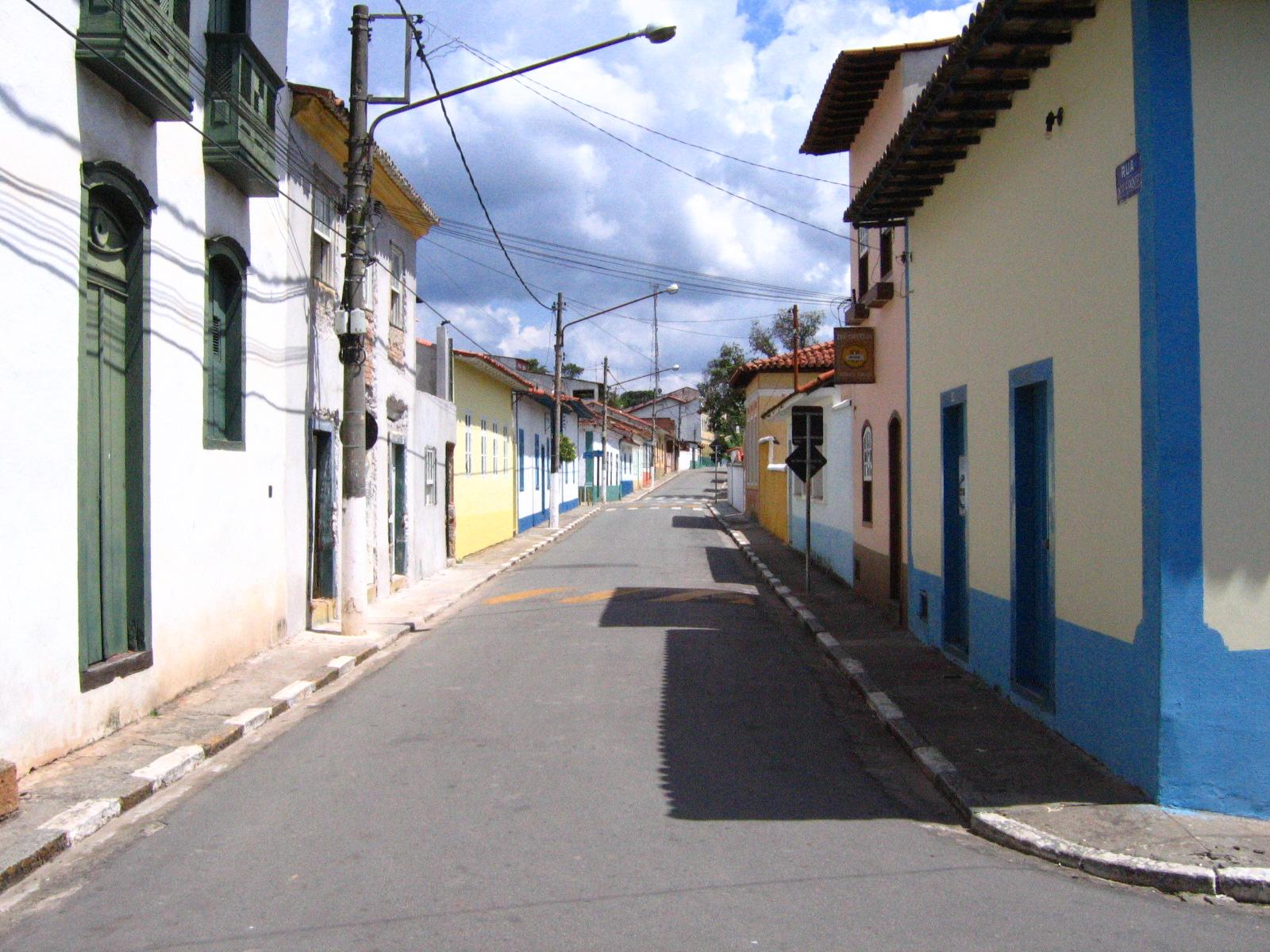
Centre historique
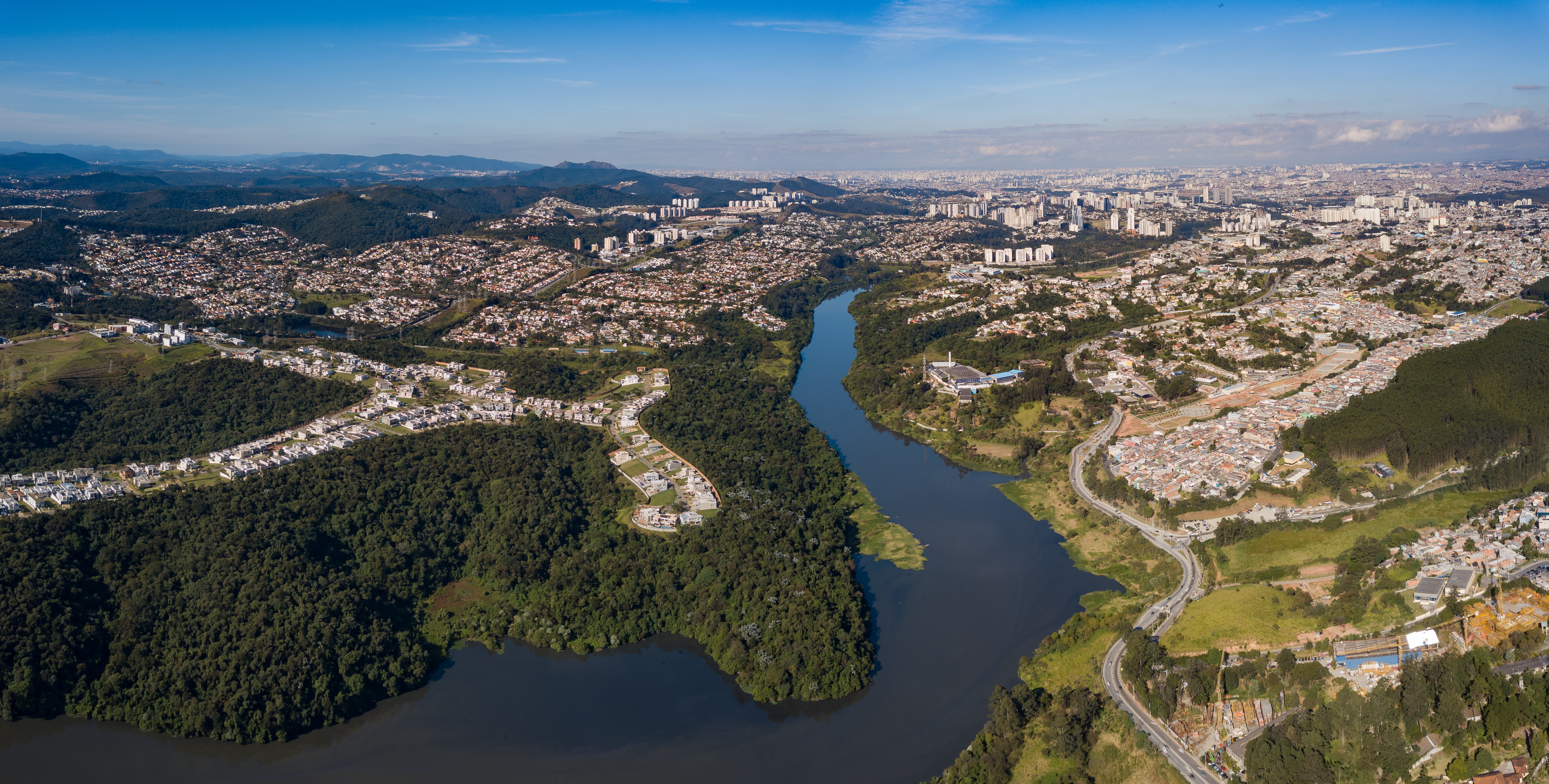
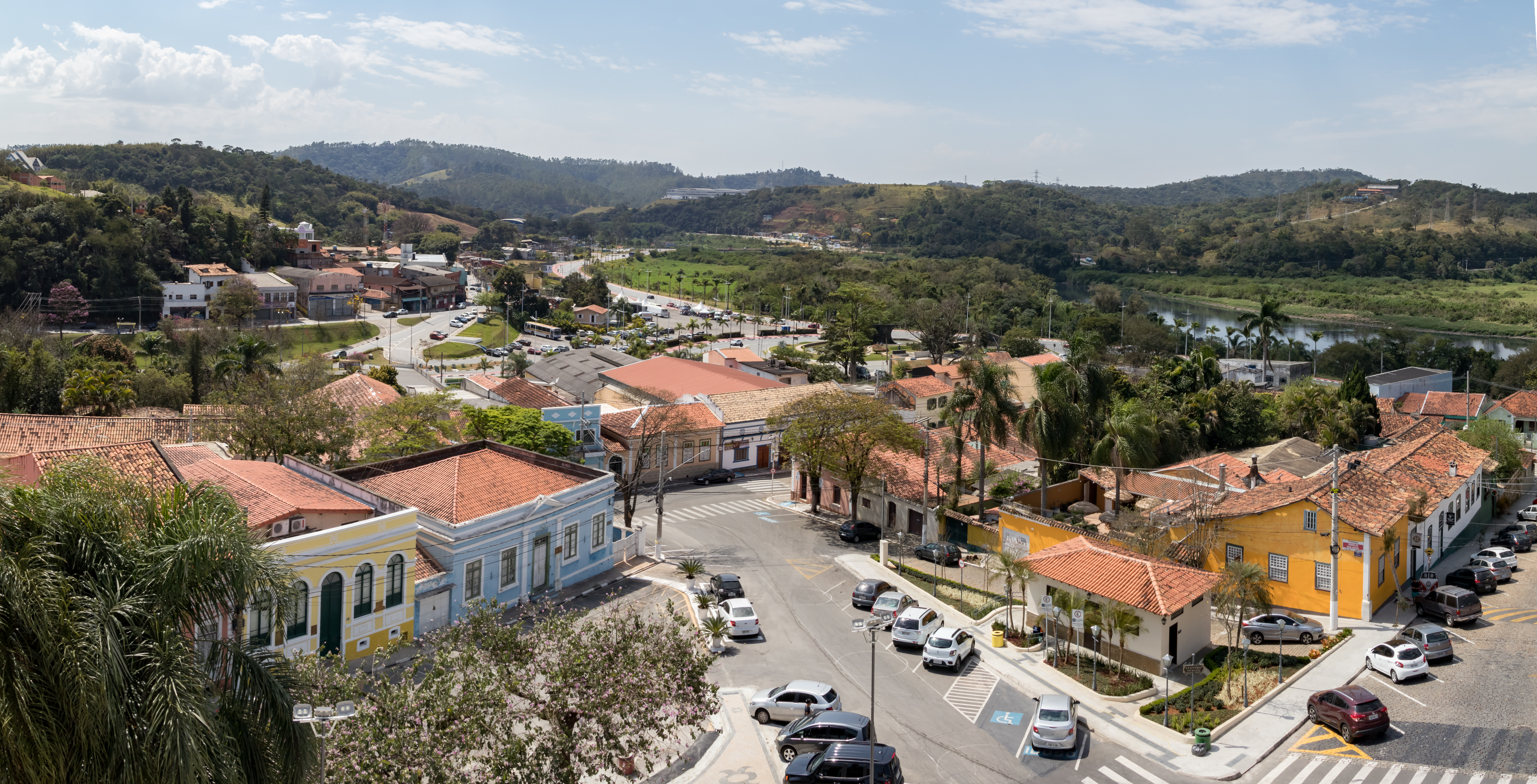
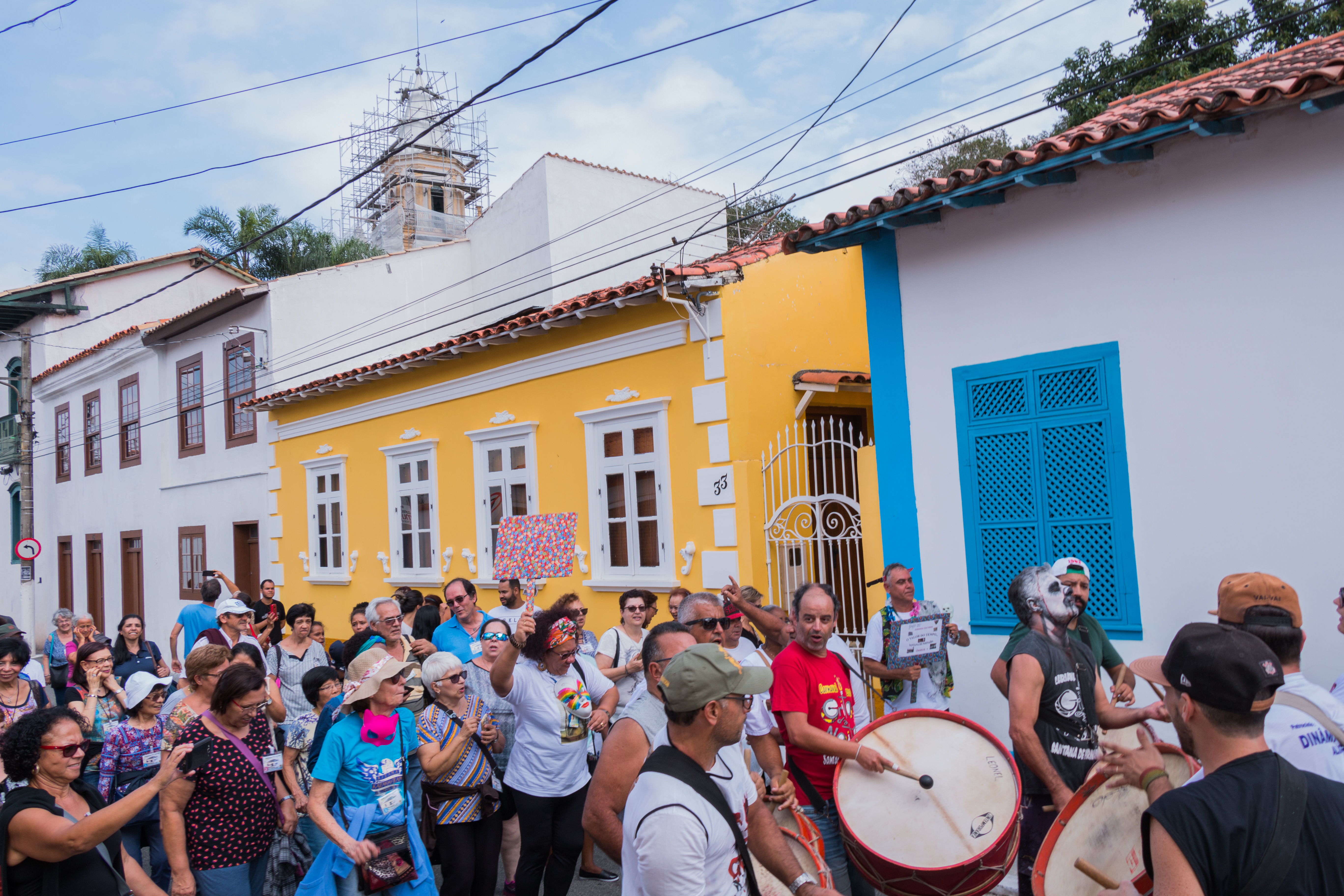
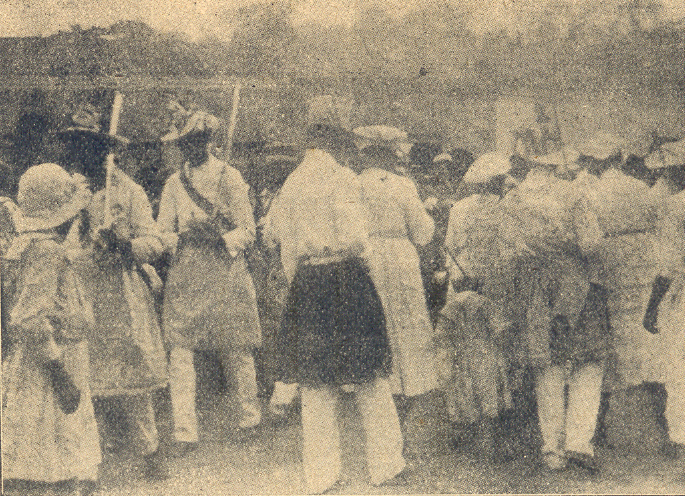
1925
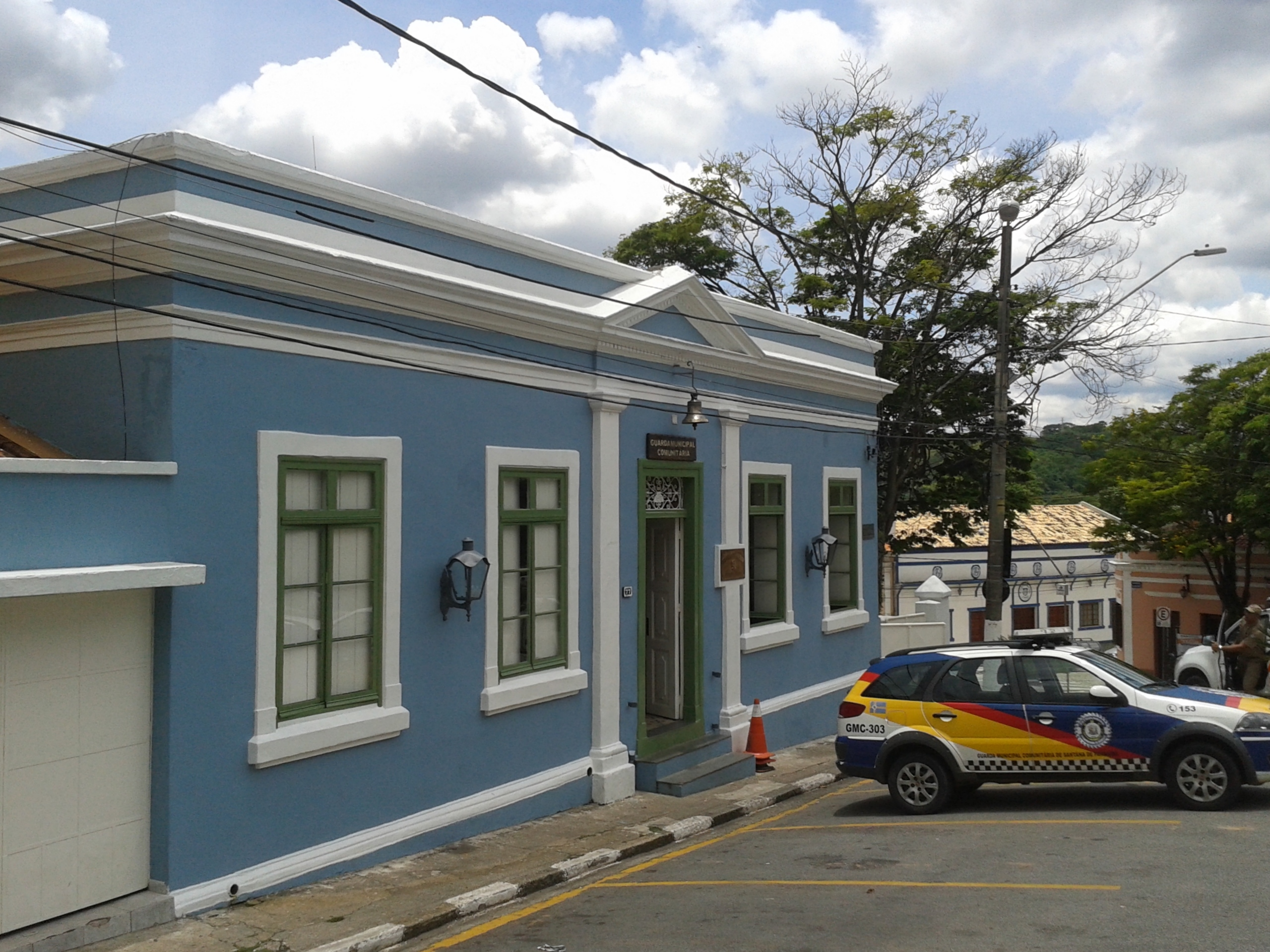
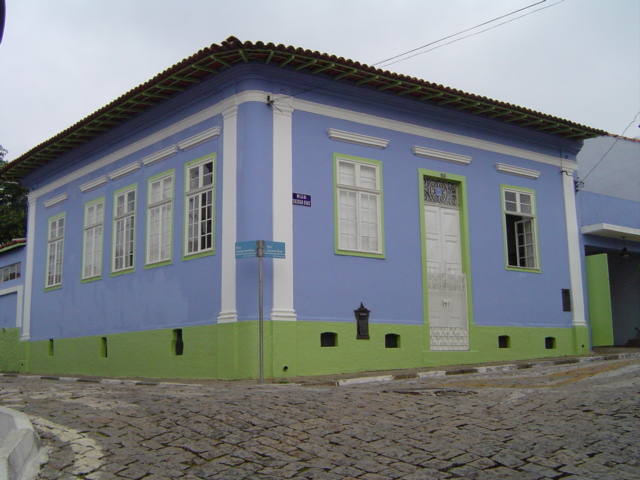
Rue parallélépipédique
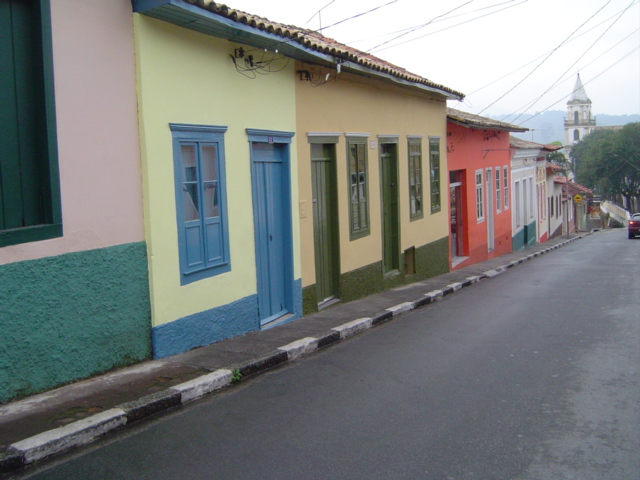
Maisons en mortier de boue (boue de pilon)
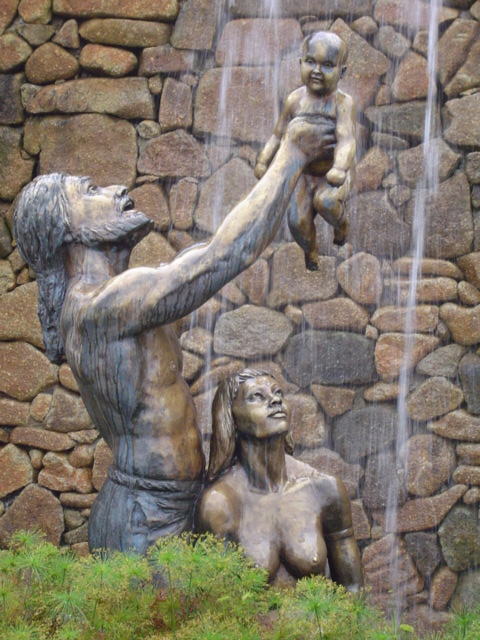
Statue de Múrilo Sá Toledo, naissance d'un cabocle
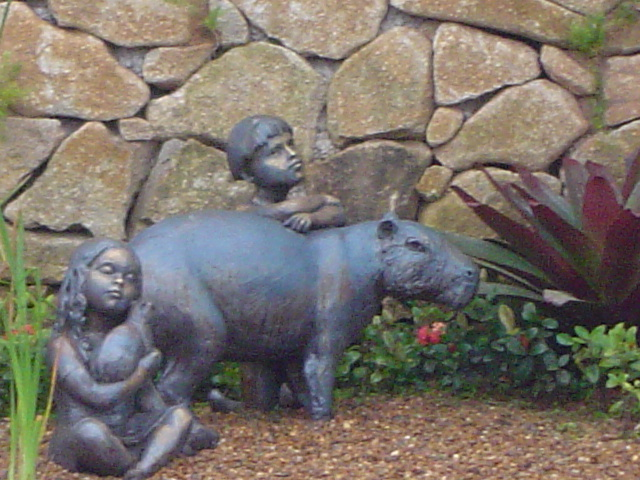
Enfants cabocles
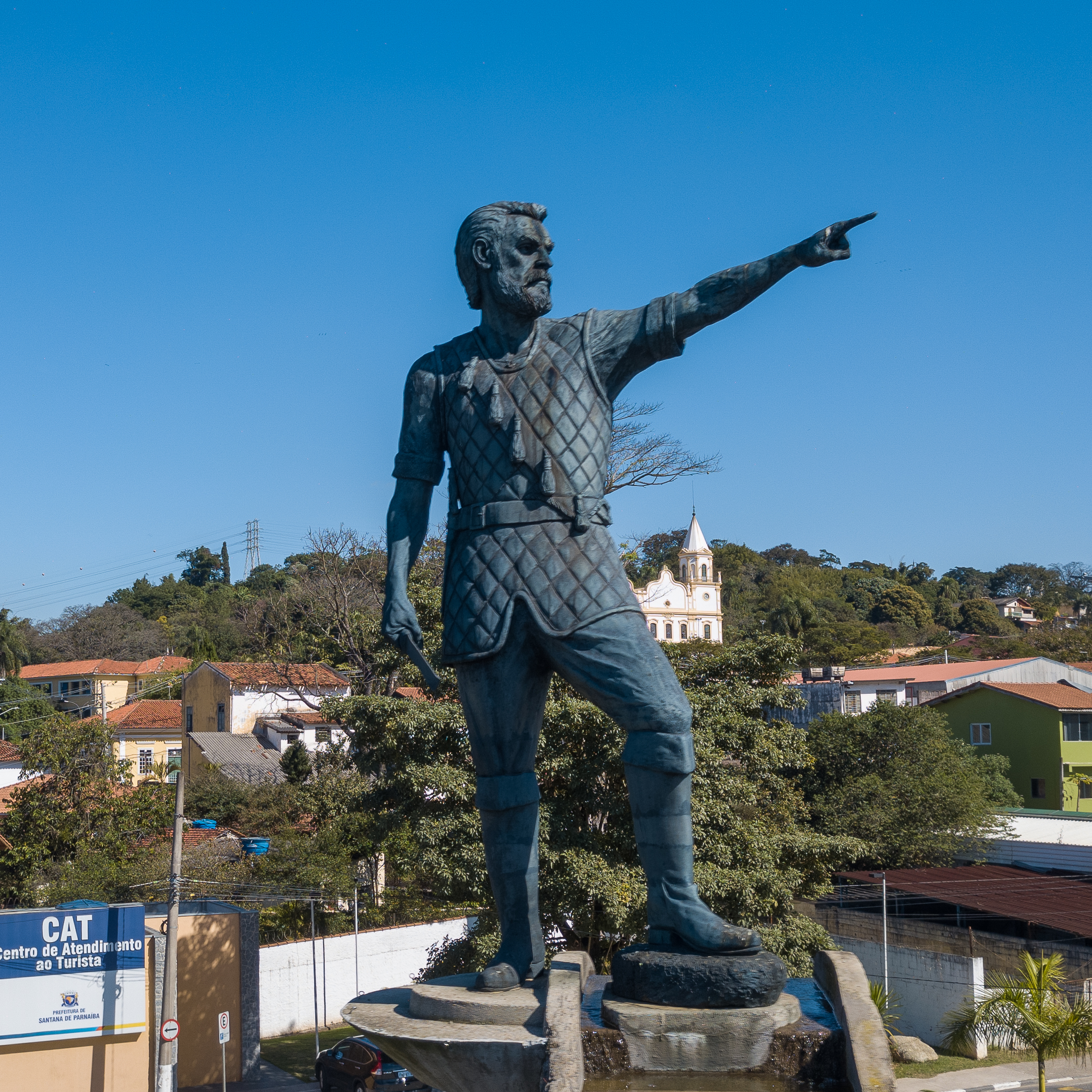
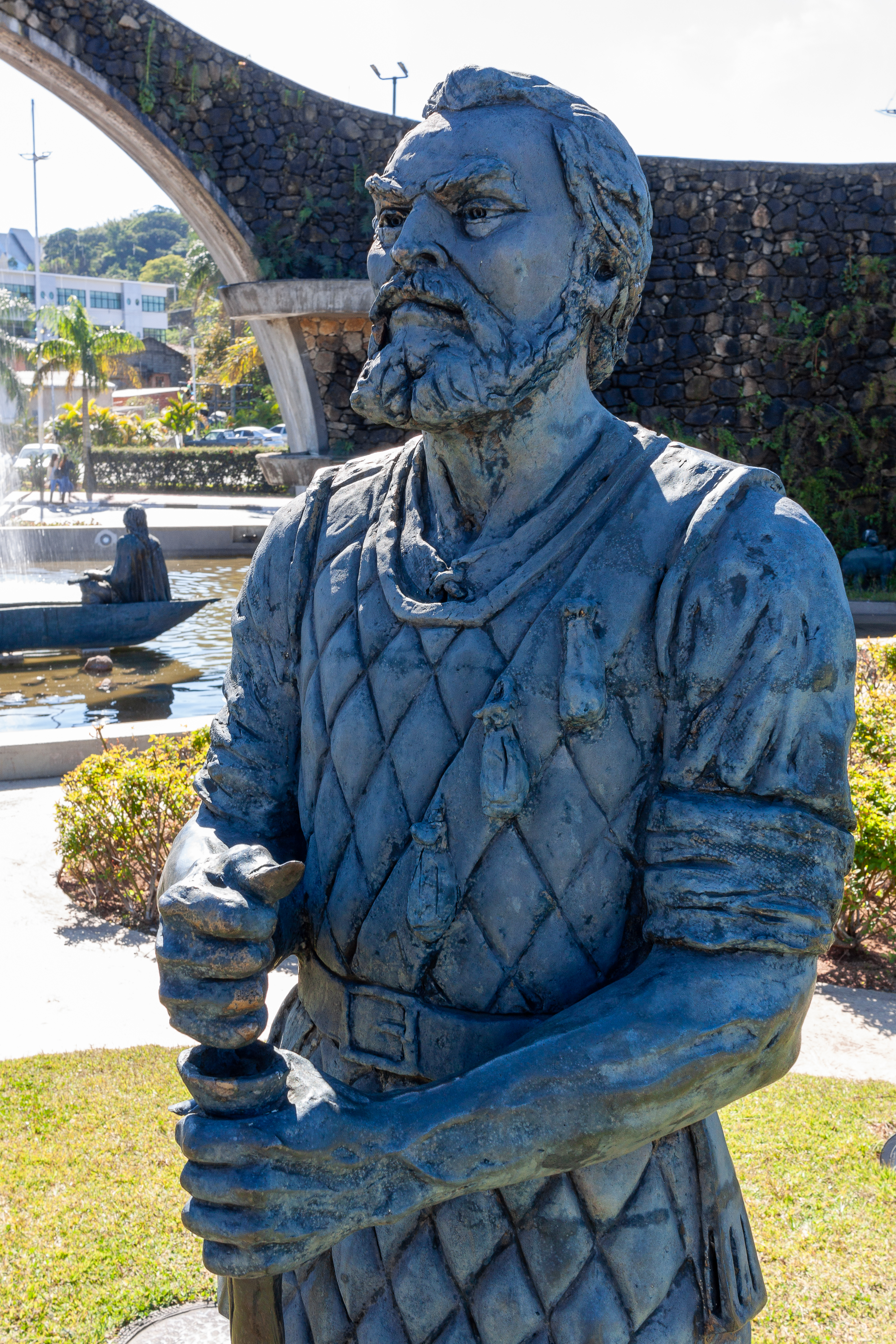
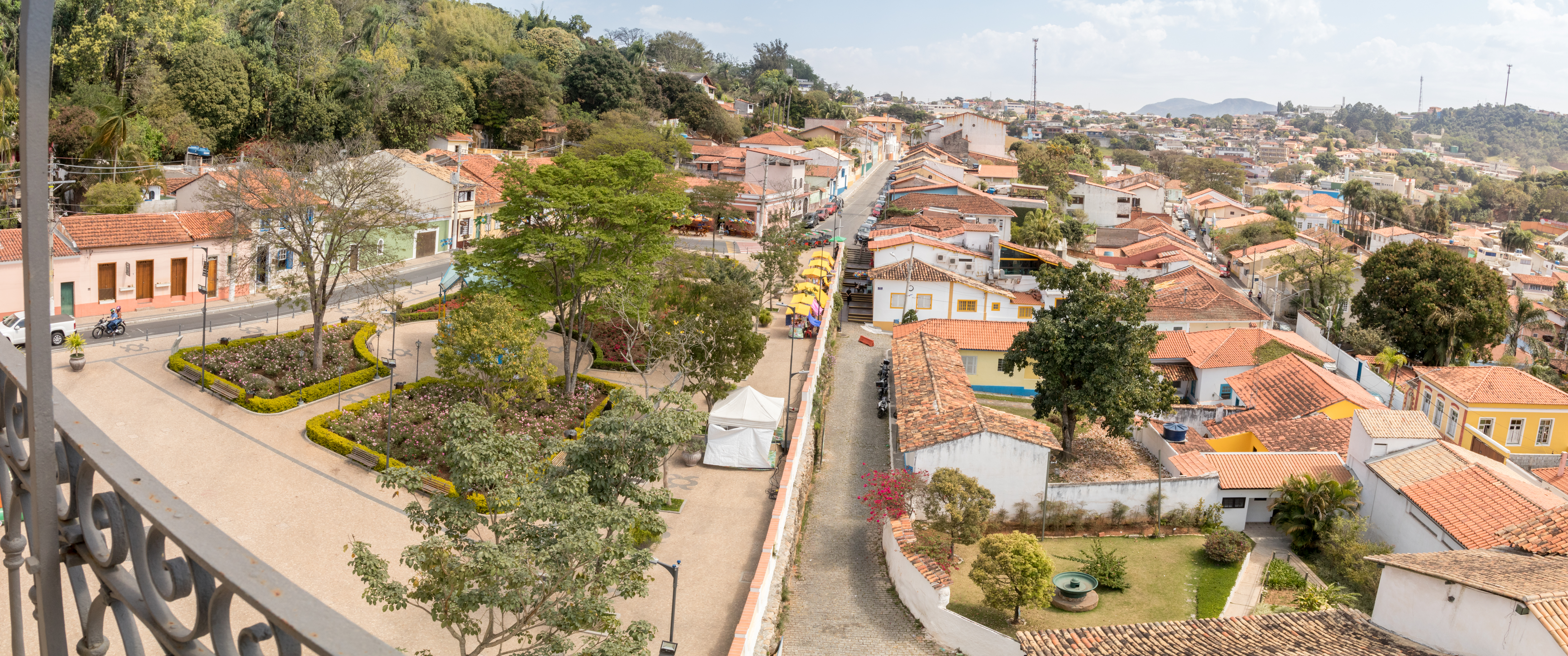
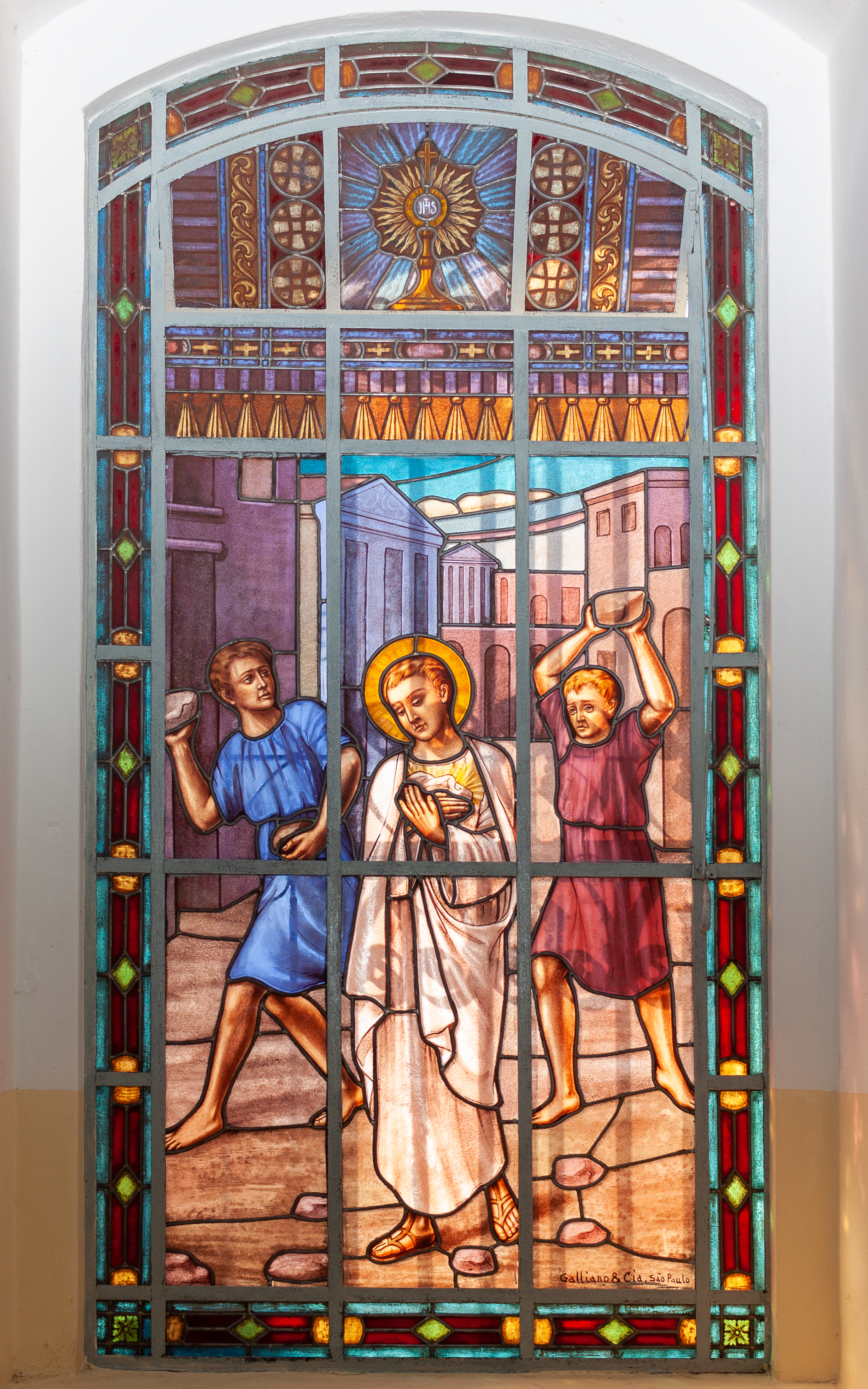
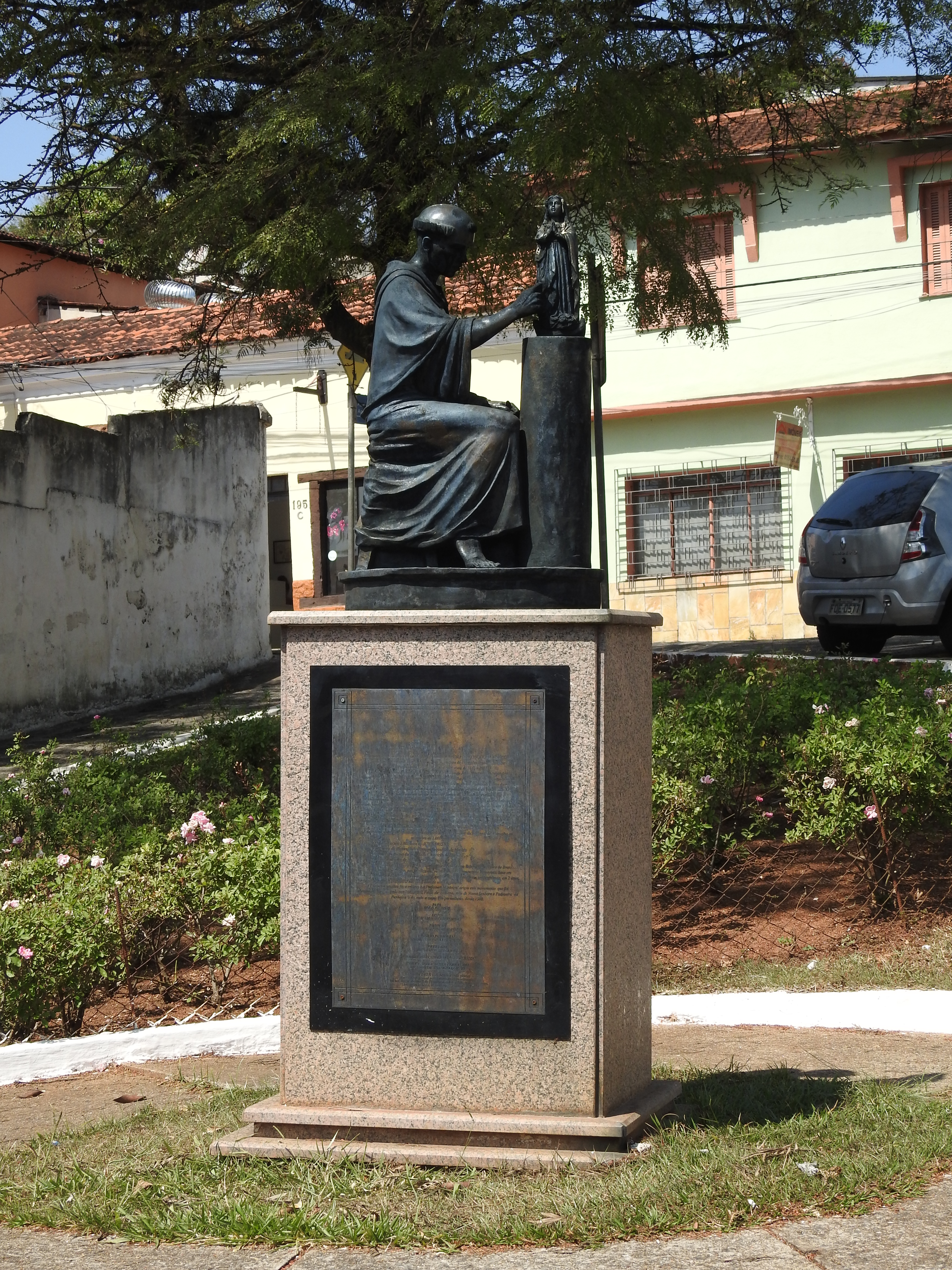
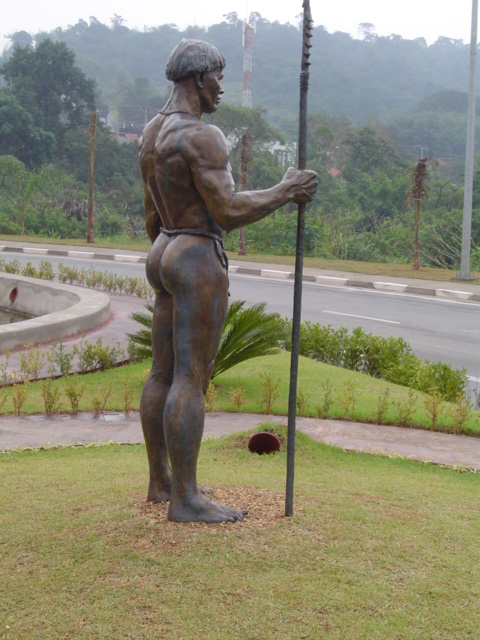
Statue d'amérindien au Monument aux Bandeirantes
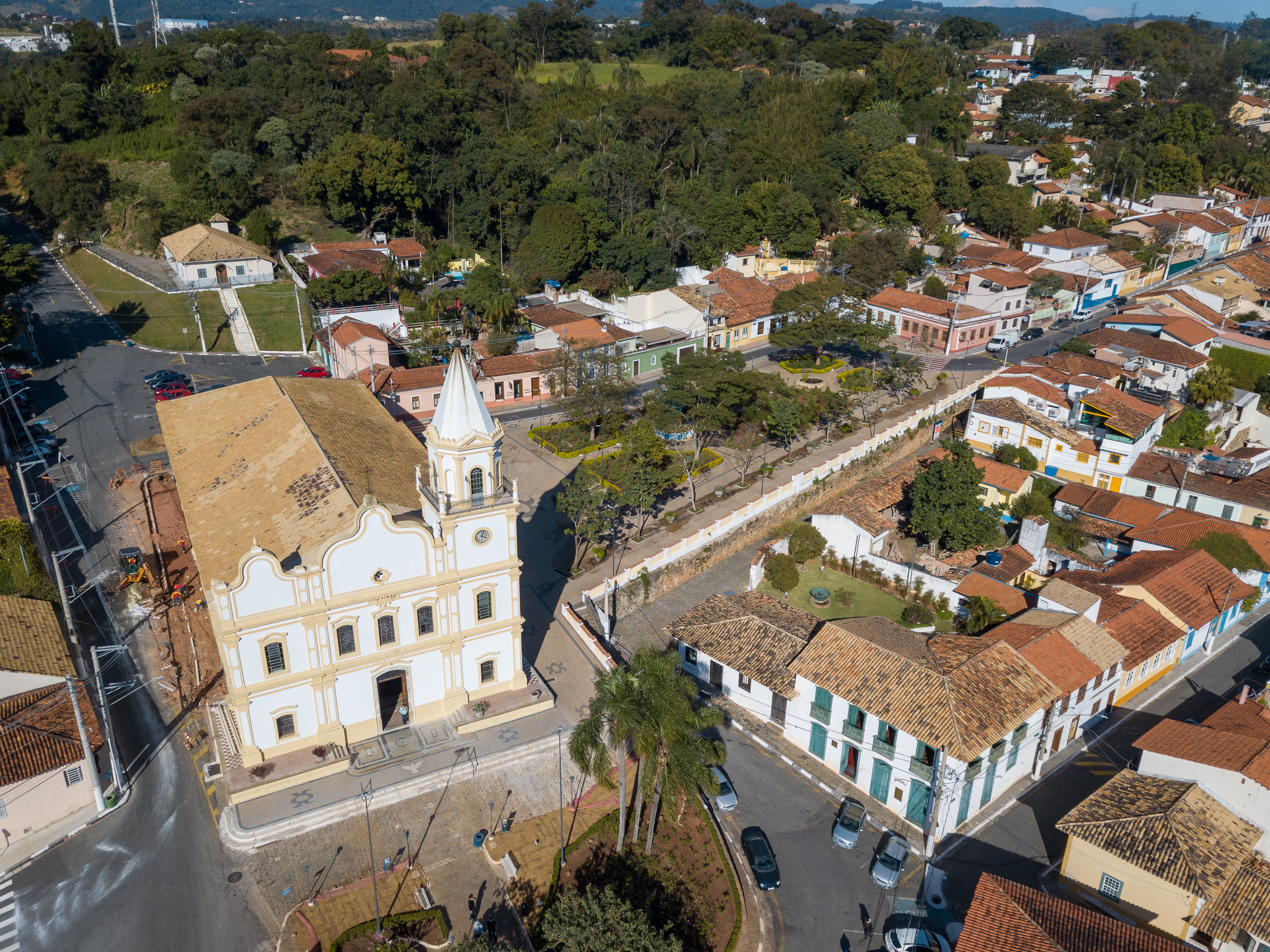